# 电讯报 (多伦多)
《电报报》（英語：The Telegraph），中文全称《多伦多每日电报报》（The Toronto Daily Telegraph），是一份加拿大报纸，由约翰·罗斯·罗伯逊（John Ross Robertson）于1866年离开自由主义杂志《环球邮报》（The Globe and Mail）后所创办的保守主义报纸。
该报于1866年5月21日推出，最初以日报和晚报形式发行，在加拿大联邦化（Canadian Confederation）前一年，它是一个反对美国影响力增加的亲英国声音。
该报从未实现盈利，债务导致早报于1872年5月停刊。不过，它的债务问题依然没有得到解决。由于无法获得多伦多保守派精英的资金支持，该报大尺寸版于1872年6月停刊。
罗伯逊后来重回《环球邮报》，1876年，创办了《电讯报》作为《多伦多电讯报》（Toronto Telegram）的继承者。